# Tasso (graffiti)
Pour les articles homonymes, voir Tasso (homonymie).
Tasso (de son vrai nom Jens Müller, né le 23 juillet 1966 à Meerane) est un artiste du graffiti allemand.

## Biographie
Tasso suit une scolarité générale jusqu'en 1983. Un reportage sur le film Wild Style lui fait découvrir le graffiti. En 1991, il signe ses premiers « tafs » illégaux sous le pseudonyme GESHWAY, tout en faisant plein de petits boulots à côté. En 1994, il rentre dans la légalité et reçoit ses premières commandes. En 1996, il s'associe à d'autres graffeurs pour monter une équipe.
En 2000, il lance sa propre entreprise en tant qu'artiste indépendant avec des œuvres commandées sur toile et sur façade. En 2002, il est la vedette des festivals de Copenhague et de Malmö.
Tasso expose depuis en Espagne, en Italie, en Angleterre, en Inde et en Afrique du Sud. 
Meerane, sa ville natale située en Saxe dans l'arrondissement de Zwickau, ainsi que d'autres villes de la région, lui commandent des œuvres pour ses friches industrielles comme pour les gares de Hohenstein-Ernstthal (de) et de Meerane (de).

Fresques réalisées par Tasso
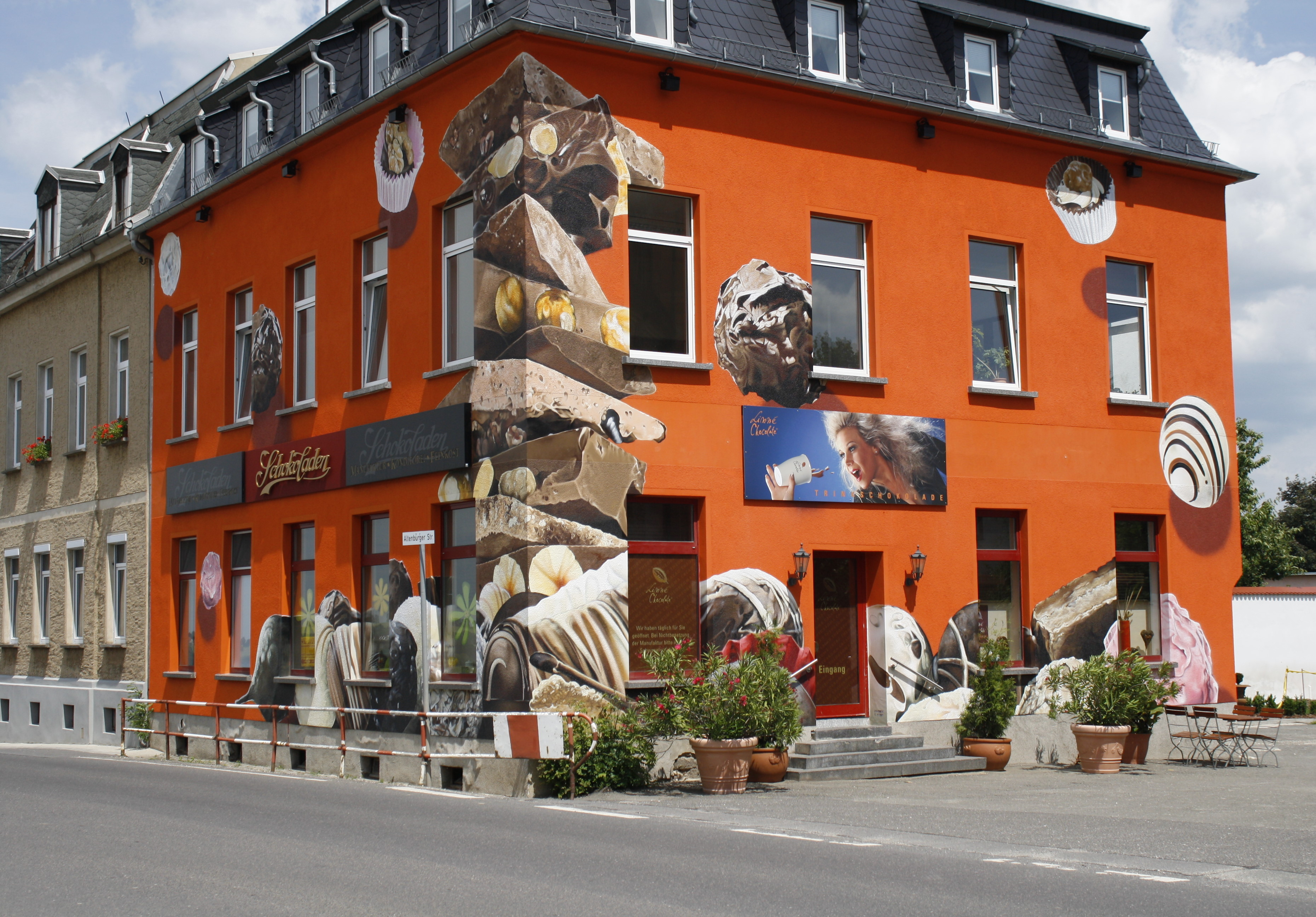
Façade pour un vendeur de chocolat à Meerane.
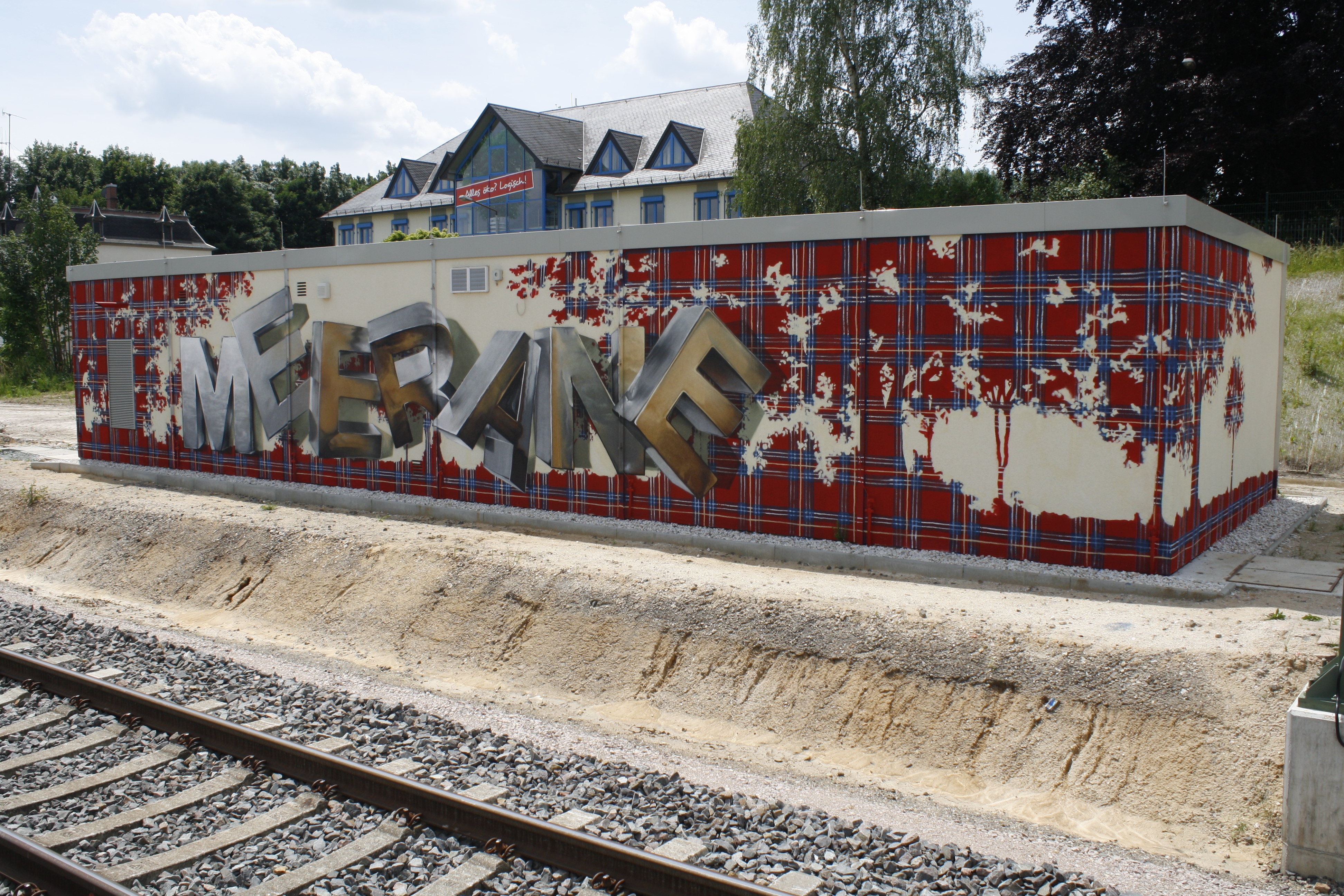
Graffiti en gare de Meerane.
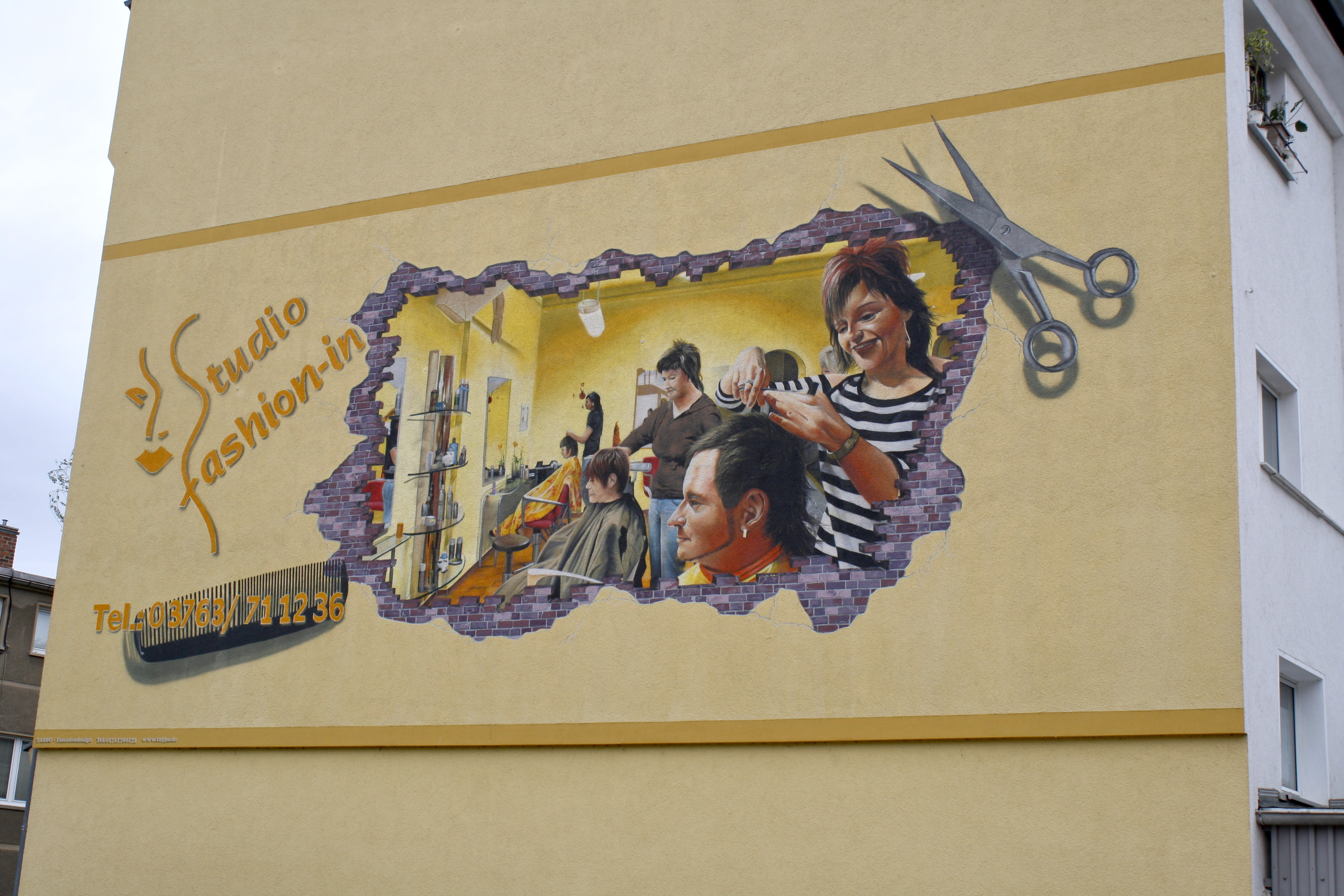
Salon de coiffure.
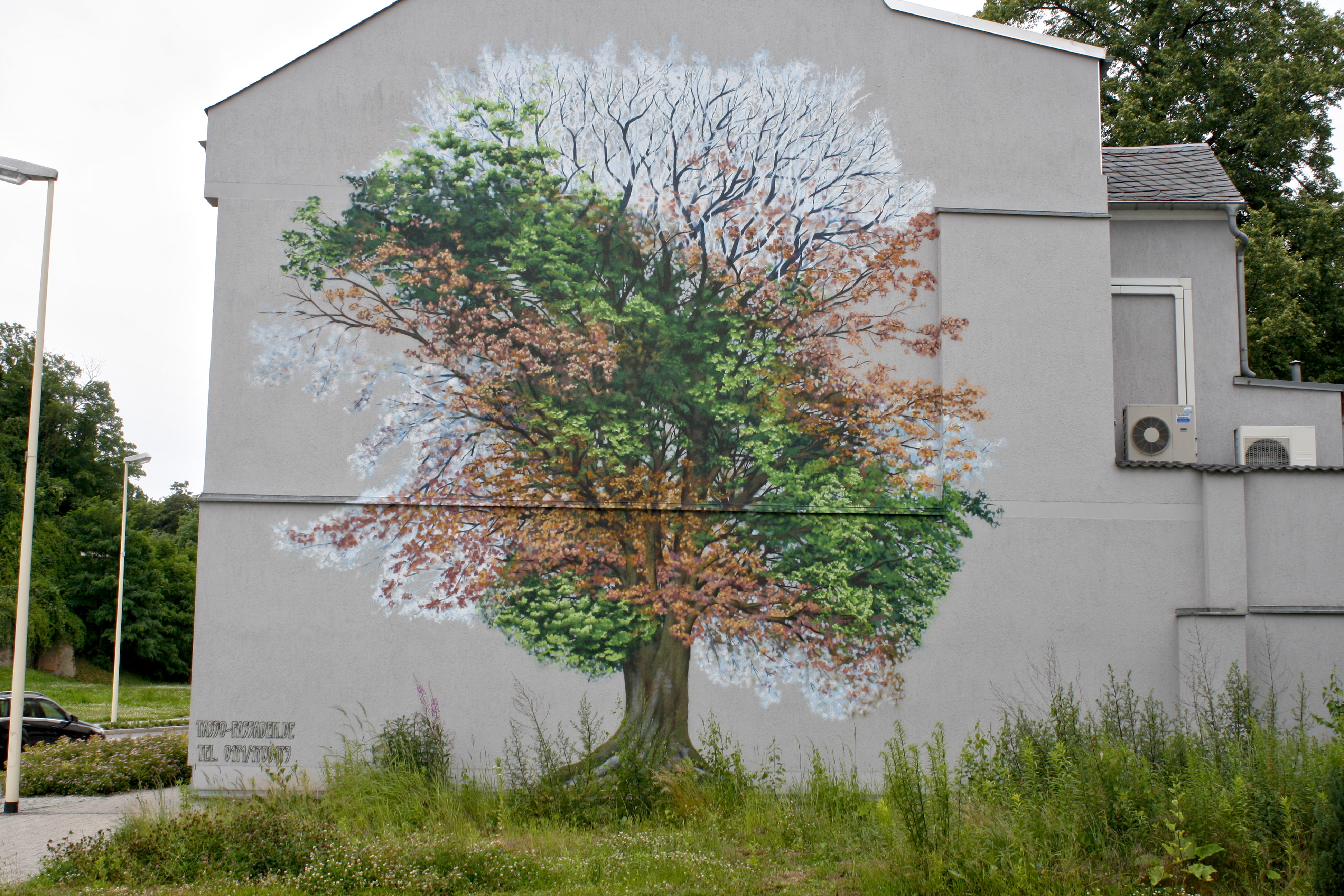
Les différentes saisons sur un seul arbre.
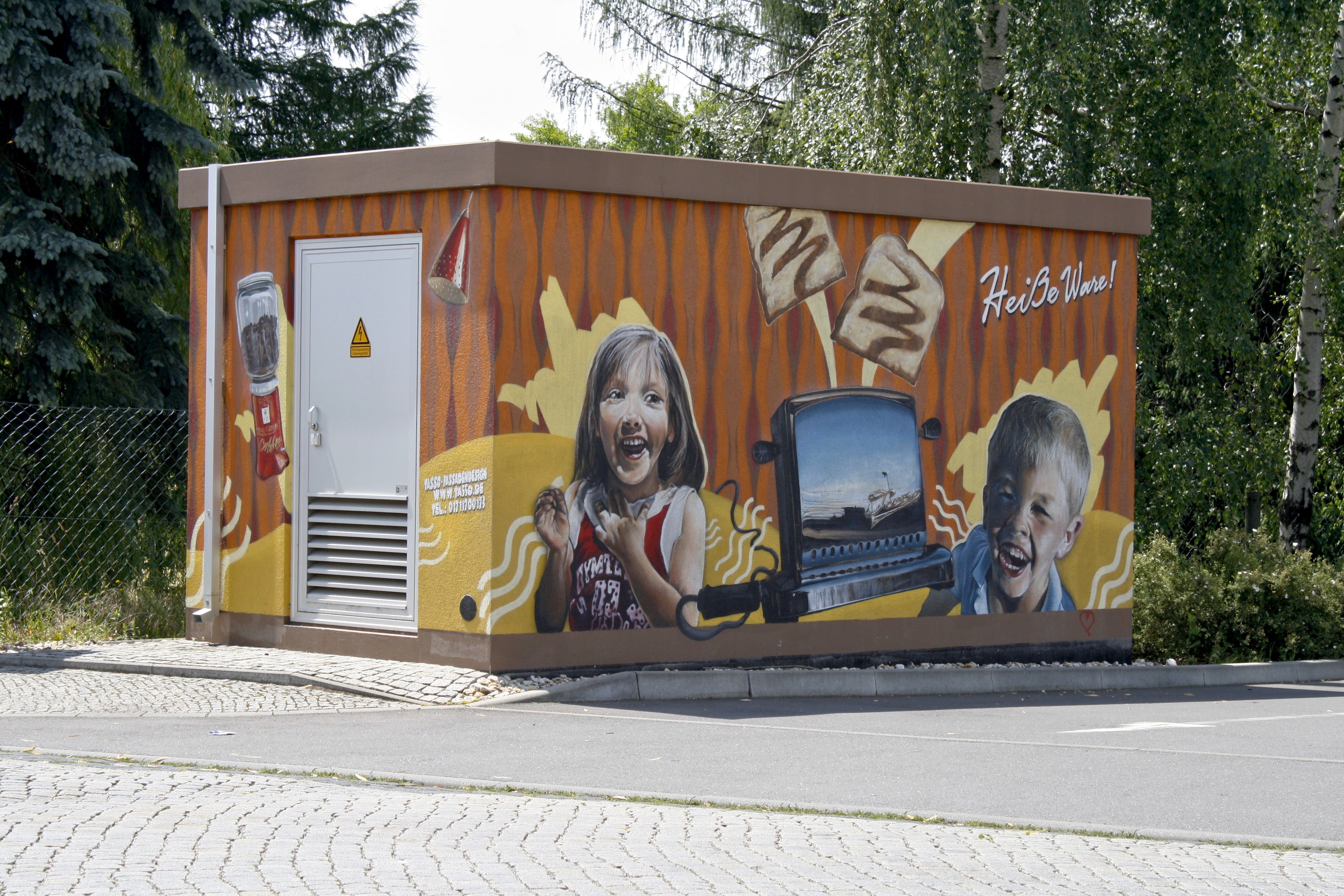
Graffiti sur un local électrique.
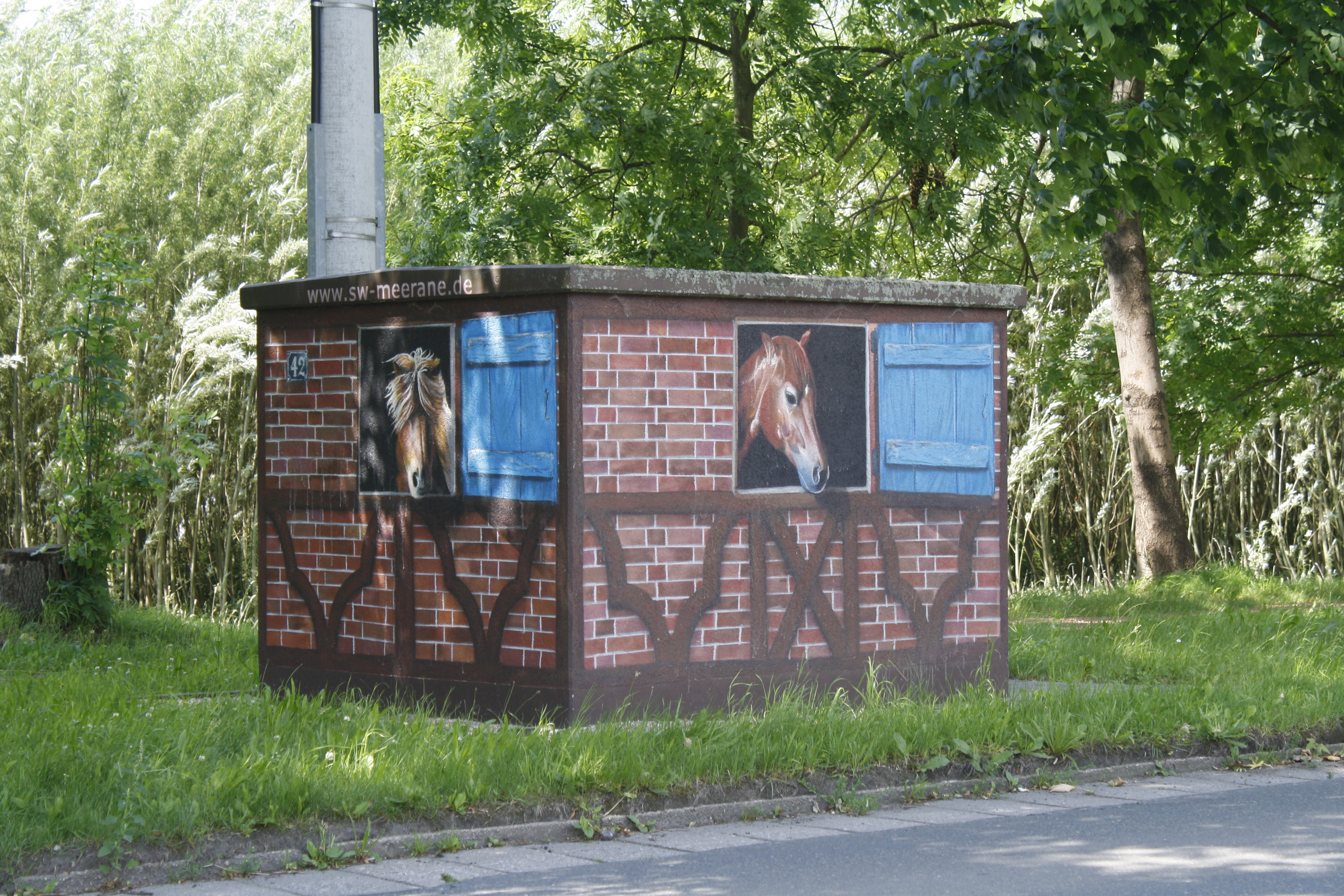
Fresque sur un transformateur.
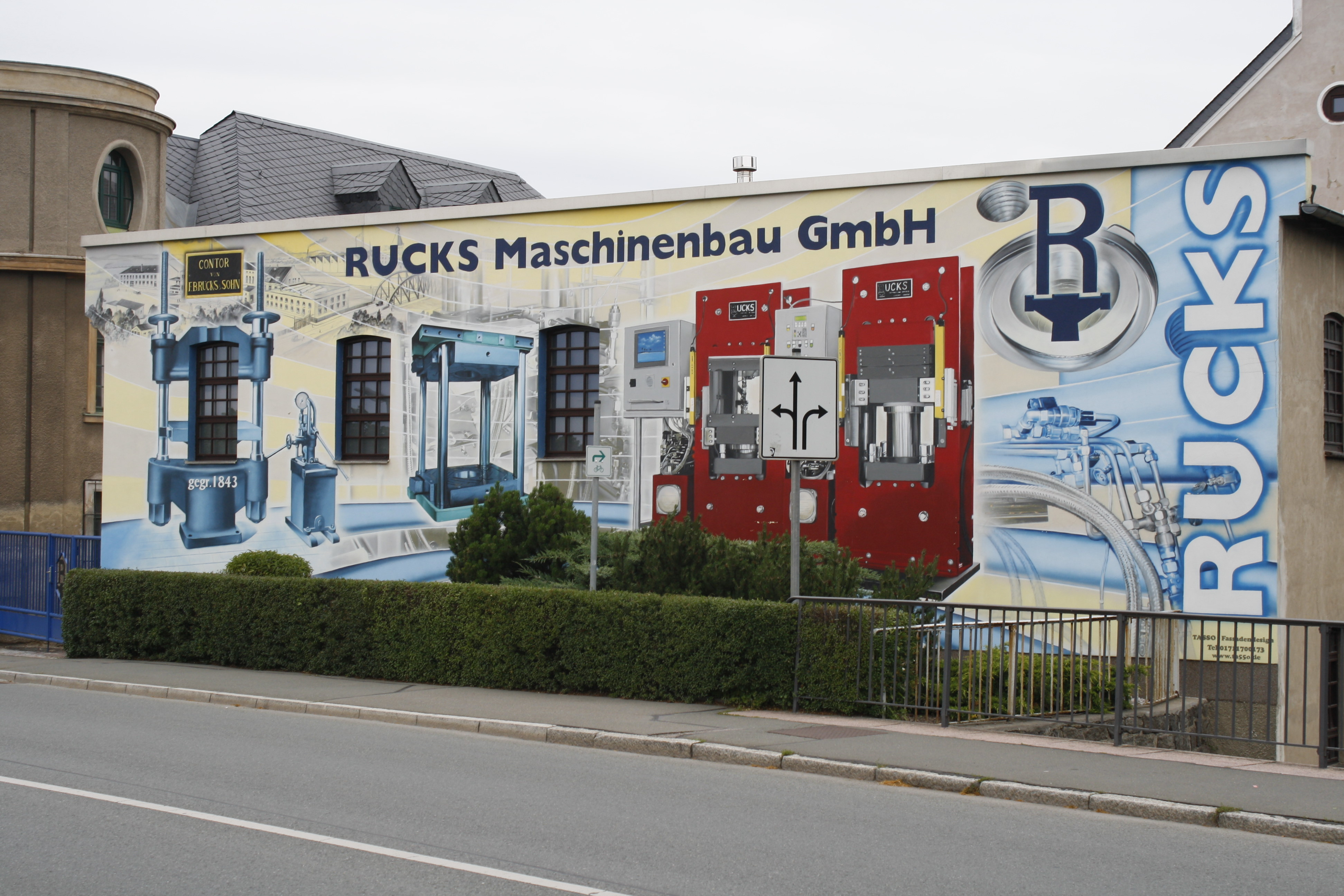
Fresque publicitaire sur la façade de l'entreprise allemande Rucks Maschinenbau GmbH à Glauchau.
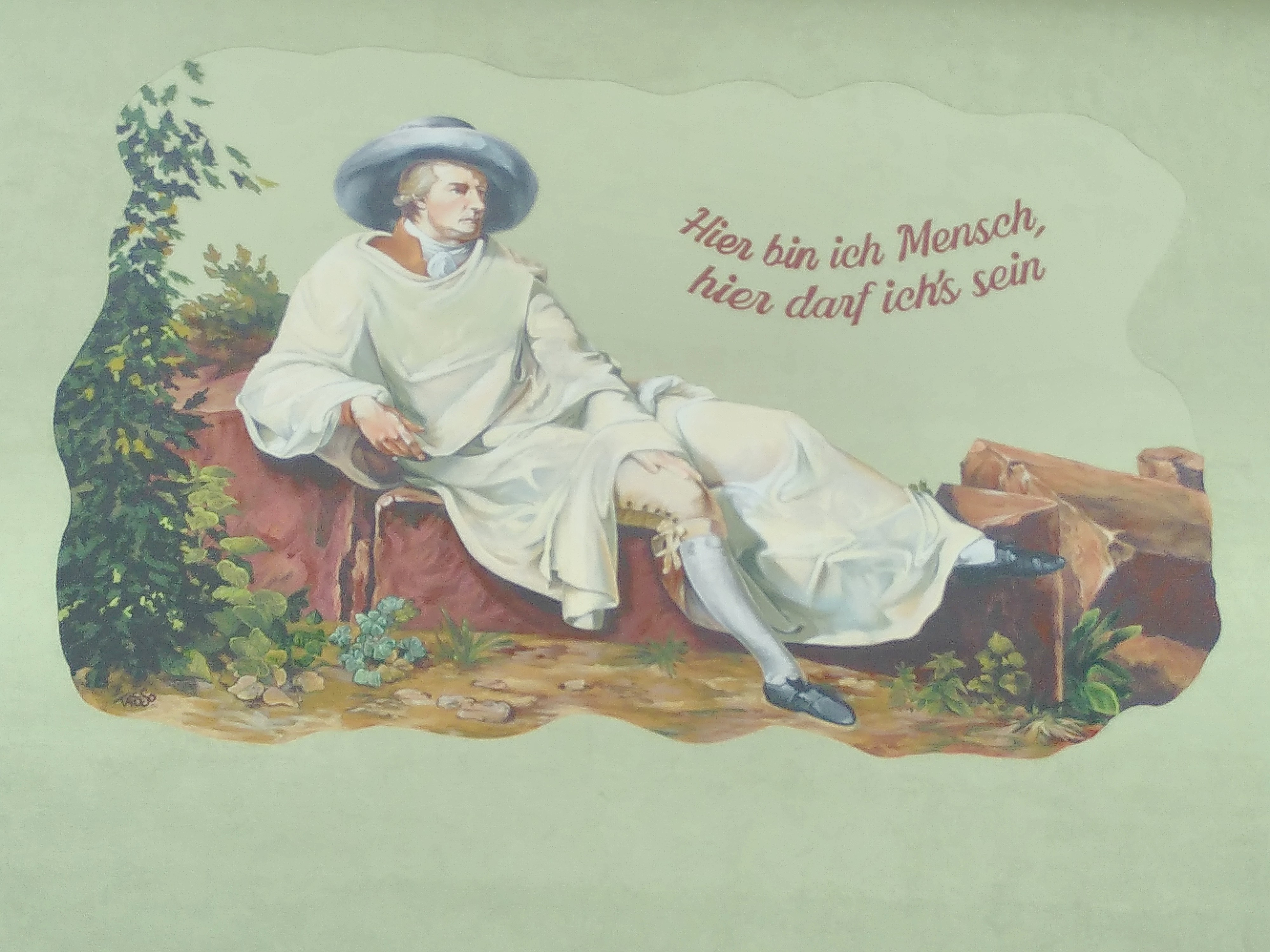
Reproduction d'un portrait de Goethe (peint en Italie par Tischbein) sur un mur au 16 de la Goethestraße à Zwickau, avec la citation en allemand de l'Osterspaziergang (Promenade pascale) de Faust : Me voici, humain, je suis autorisé à être ici.
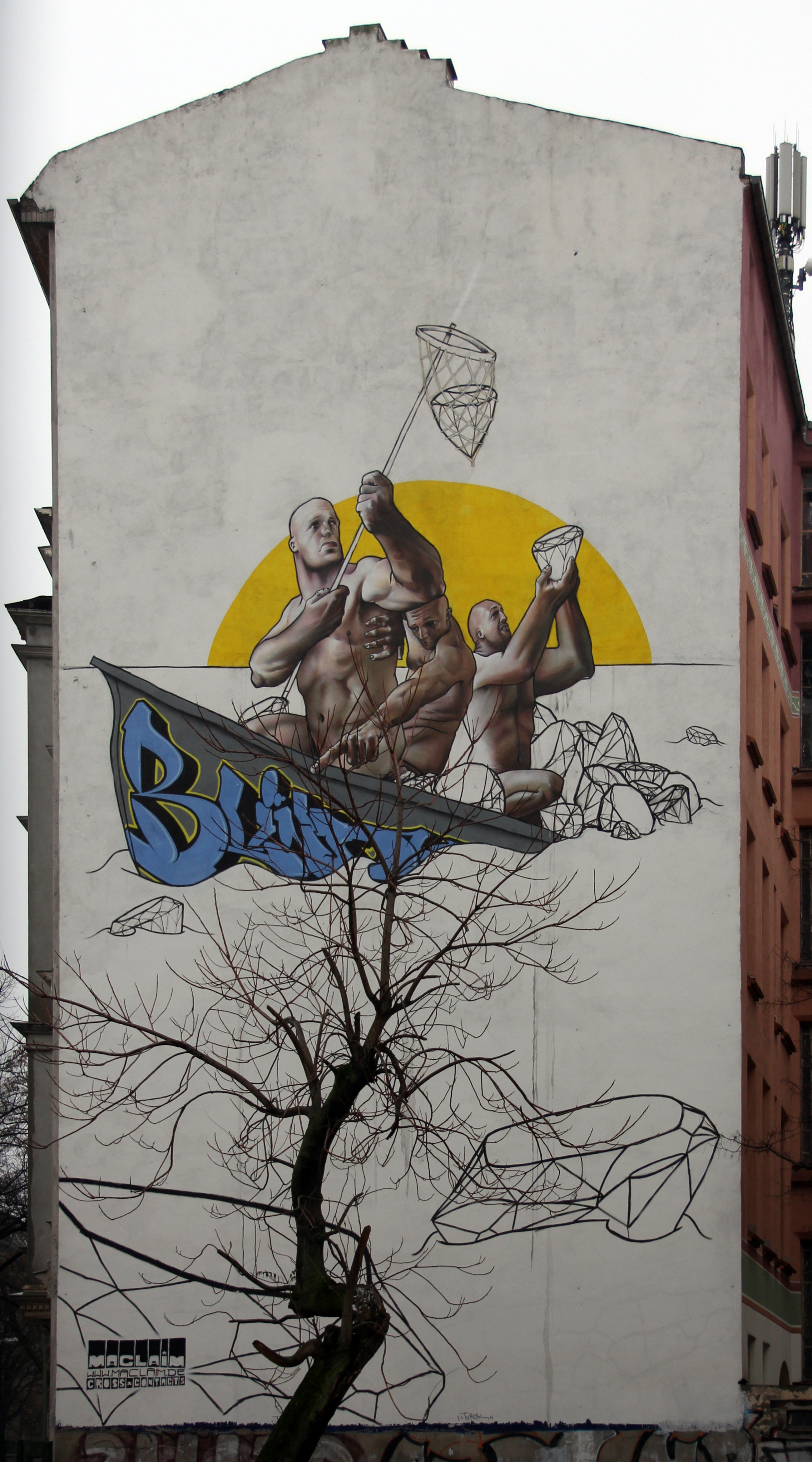
Peinture de 2009, Torstraße 230, à Berlin-Mitte.
La mer à Yffiniac (Côtes d'Armor), réalisée dans le cadre de Street Art en Baie.